# Saint-Christophe-en-Bazelle
Saint-Christophe-en-Bazelle ist eine französische Gemeinde mit 353 Einwohnern (Stand: 1. Januar 2022) im Département Indre in der Region Centre-Val de Loire; sie gehört zum Arrondissement Issoudun und zum Kanton Valençay.

## Geographie
Die Gemeinde Saint-Christophe-en-Bazelle liegt rund 53 Kilometer westnordwestlich von Bourges und 42 Kilometer nördlich von Châteauroux. Nachbargemeinden von Saint-Christophe-en-Bazelle sind Sembleçay im Nordwesten und Norden, Dun-le-Poëlier im Nordosten, Bagneux im Osten und Südosten, Poulaines im Süden und Südwesten sowie Val-Fouzon im Westen.

## Geschichte
| Jahr                       | 1962 | 1968 | 1975 | 1982 | 1990 | 1999 | 2006 | 2013 | 2020 |
| Einwohner                  | 474  | 429  | 382  | 356  | 348  | 374  | 378  | 395  | 357  |
| Quellen: Cassini und INSEE |      |      |      |      |      |      |      |      |      |

## Sehenswürdigkeiten
- Kirche Saint-Christophe
- Schloss
- Wasserturm